# Слепіно
Слепіно (рос. Слепино) — присілок у Волосовському районі Ленінградської області Російської Федерації.
Населення становить 14 осіб. Належить до муніципального утворення Сабське сільське поселення.

## Історія
Від 1 серпня 1927 року належить до Ленінградської області.

## Населення
| 1838 | 1862 | 1885 | 1997 | 2007 | 2010 | 2014 |
| ---- | ---- | ---- | ---- | ---- | ---- | ---- |
| 152  | ↗236 | ↘185 | ↘27  | ↗30  | ↘25  | ↘14  |
| 2017 |      |      |      |      |      |      |
| →14  |      |      |      |      |      |      |